# يان كيربي
يان كيربي (بالإنجليزية: Ian Kirby)‏ هو قاضي بوتسواني، ولد في 1945.